# 서리인처
《서리인처》(중국어: 犀利人妻, 병음: Xī lì rén qī 시리런치[*], The Fierce Wife 더 피어스 와이프[*])는 타이완의 텔레비전 드라마이다. 그러나 EXF+에서는 유혹의 미소라는 이름으로 방영하고 있으며, 해당 프로그램은 대만판 청춘의 덫이자 아내의 유혹인 것으로 볼 수 있다.

## 등장 인물
- 수당(隋棠) : 셰안전(謝安真) 역
- 온승호(溫昇豪) : 원루이판(溫瑞凡) 역
- 주신이(중국어판)(朱芯儀) : 리웨이언(黎薇恩) 역
- 채숙진(중국어판)(蔡淑臻) : 허아이린/허수롄(何愛琳/何淑蓮) 역
- 호영정(중국어판)(胡盈禎) : 원루이쉬안(溫瑞萱) 역
- 이패욱(중국어판)(李沛旭) : 하오캉더(郝康德) 역
- 유승(중국어판)(宥勝) : 란톈웨이(藍天蔚) 역

### 기타
- 우이전(吳怡臻) : 원위멍(溫雨萌) 역
- 미니빈(중국어판)(迷你彬) : 하오좡좡(郝壯壯) 역
- 관용(중국어판)(關勇) : 원징중(溫敬中) 역
- 주가려(중국어판)(周嘉麗) : 원 어머니(溫母) 역
- 반려려(중국어판)(潘麗麗) : 셰 어머니(謝母) 역
- 석만녕(중국어판)(席曼寧) : 란 어머니(藍母) 역
- 부뢰(중국어판)(傅雷) : 좡 총경리(莊總經理) 역
- 황회신(중국어판)(黃懷晨) : 카이원/케빈(凱文) 역
- 종정균(중국어판)(鍾政均) : 아탕(阿唐) 역
- 임채미(林采薇) : 치치(琦琦) 역
- 진이가(중국어판)(陳怡嘉) : Dora 역
- 사기문(중국어판)(謝其文) :이사 역
- 관근종(중국어판)(管謹宗) : 장 총경리(張董) 역
- 번광요(중국어판)(樊光耀) : 진행자 역
- 구보랑(중국어판)(邱寶郎) : 요리사 역
- 매현치(중국어판)(梅賢治) : 잡담 기자 역
- 김패성(중국어판)(金沛晟) : 정신과의 역